# Garding
Garding è una città di 2 753 abitanti dello Schleswig-Holstein, in Germania.
Appartiene al circondario (Kreis) della Frisia Settentrionale (targa NF) ed è parte della comunità amministrativa (Amt) di Eiderstedt.
Luogo natale del famoso storico Theodor Mommsen.